# 明星真人秀2
《明星真人秀2》（英語：My Star Family 2) 是马来西亚八度空间和555 Film制作首部续集2025年真人秀的贺岁电视剧。此剧由陈子颖、萧心韵、萧孝杰、邓绣金、曾宏挥、韩伊婷、郭晓东、冯伟佺领衔主演、并于2025年1月6日至2025年1月21日在八度空间、YouTube（连续播2集）与Tonton同步播出、共10集。
《明星真人秀2》延續上季的家庭喜劇風格，雖然少了大妹庄群施難免遺憾，但劇組將會好好交代角色去向，並添加郭晓东和馮瑋佺搶大明星陳子穎的感情戲，以及Amanda（鄧繡金飾演）和媽媽（小薇薇（涂迎薇）飾演）的母女戲，準備陪觀眾過個歡樂年。

## 播出时间

### 首播
| 频道     | 所在地   | 播放日期         | 播出时间                            | 备注                                       |
| -------- | -------- | ---------------- | ----------------------------------- | ------------------------------------------ |
| 八度空间 | 马来西亚 | 2025年1月6日     | 原创最霸 每逢星期一至四 21:00-22:00 | 首播电视剧1小时版本（一集播出）            |
| YouTube  | 全球     | 官方网络播放平台 | 更新全集已重温剧集（连续播2集）     | 只上线2集而已                              |
| Tonton   | 马来西亚 | 2025年1月6日     | 首播更新1集，重温剧集               | 第1和2集免费重温，其他集数需付费才重温剧集 |

## 故事概要
延续第一季《一家齐团圆》的故事发展，二妹离开后，一家人带着二妹开心过的精神继续生活。尽管大姐并没得奖，却因为「明星真人秀」的收视和口碑而入围新一届颁奖礼，节目因而越做越大。富豪钜额赞助节目引发了媒体对大姐和赞助商恋情猜测，却因富豪对Keira的爱过于强烈，让Keira心生嫌隙。另外，小妹误交损友被人用AI制造色情影片而引起轩然大波。富豪出手为Keira家人摆平了AI丑闻让一家人直接认可这个未来女婿和姐夫，可是Keira却因为富豪强烈的控制欲和占有欲更加抗拒交往。家人遇到的怪事也逐渐频密。
新一季度的节目增加了许多挑战，一只宠物的加入引发了Keira一家人对爸爸的不满，最终促进大家情感上相互了解。Amanda妈妈因电视节目探访女儿却意外槓上了亲家奶奶，最终双方放下成见。「明星真人秀」迎来大魔王挑战，Keira一家为保住节目奋力一战。一向批评Keira的社评人在危急关头挺身而出为Keira力挽狂澜，让Keira感情有了新的选择。富豪因而更气上心头，最终坦诚所有怪事都是他一手策划，想让Keira更爱他，甚至最后以死相逼。所幸社评人此时站在Keira身边和她一起处理富豪的事情。一家人这时引来妈妈患上癌症的消息，正当全家人一筹莫展，小姨自带BGM扭转了剧情发展。新年来临，Keira决定带领一家人如网红般自行制作新年歌和MV，大家在意见不合当中终究明白了新年歌最初的意义与情怀。

## 演员表

### 主要演员
| 演员            | 角色   | 介绍 |
| 陈子颖          | 林玉冰 | Keira 林进财、陈月梅之长女 林玉雪、林勇聪、林玉明之大姐 杜元年之第一者初恋女朋友 雷振之第二者初恋女朋友 從小負責照顧弟妹和做家務的大姐，自小夢想成為明星，卻遭到家人反對，她因此決定離家靠自己拼摶圓夢。多年來在外嘗盡人情冷暖，越發想念家裏的一切。 |
| 庄群施 (已逝世) | 林玉雪 | 大妹 林进财、陈月梅之次女 林玉冰之大妹 林勇聪、林玉明之二姐 性格浮誇，愛耍小聰明和走捷徑。在大專時因作弊被迫休學，後接觸到直銷，迷信快速致富，還自稱為“直銷達人”，但實際上所賺的錢僅夠維持日常開銷。 于第2季第一集中，虽然剧情并没有交代“大妹”的死因，但结尾处时，一家人带着食物到坟前祭拜大妹，并由陈子颖饰演的“大姐”作为代表说道：“大妹，我们都很想你”，并播出第一季中莊群施的欢笑画面，字幕随后写道：“最美丽的人生，是我们都会记得你，永远怀念大妹。” |
| 萧心韵          | 林玉明 | 小妹 林进财、陈月梅之幼女 林玉冰、林玉雪、林勇聪之妹妹 她是父母的意外之喜，卻常常覺得自己多餘，一直努力學習以證明自己的價值。 |
| 萧孝杰          | 林勇聪 | 大弟 林进财、陈月梅之长子 林玉冰、林玉雪之弟弟 林玉明之哥哥 阿曼达之丈夫 家裏唯一的兒子，自小被父母溺愛，過著依賴父母供給的生活。盡管被視為“媽寶男”，但他為人善良，而且非常疼愛老婆。 |
| 邓绣金          | 阿曼达 | Amanda 弟媳 小毛毛虫 泰国人 林勇聪之妻子 林进财、陈月梅之媳妇 |
| 曾宏辉          | 林进财 | 爸爸 陈月梅之丈夫 林玉冰、林玉雪、林勇聪、林玉明之爸爸 |
| 韩伊婷          | 陈月梅 | 妈妈 林进财之妻子 林玉冰、林玉雪、林勇聪、林玉明之妈妈 |
| 郭晓东          | 杜元年 | Mr Toh 霸道总裁 林玉冰之第一者初恋男友 |
| 冯伟佺          | 雷震   | 社评人 Podcast最前线娱乐主持人 林玉冰之第二者初恋男友 |

### 其他演员
| 演员   | 角色       | 介绍                                              |
| 陈贝珊 | 小姨       | 陈月梅之大姐                                      |
| 李一   | 外公       | 陈月梅之爸爸 林玉冰、林玉雪、林玉明、林勇聪之外公 |
| 涂迎薇 | 妈妈       | 泰国妈妈 泰国人 Amanda之妈妈                      |
| 张曼瑜 | 助理       | 杜元年之助理                                      |
| 烘霖   | 侍应生     | 豪华餐厅侍应生                                    |
| 谢志顺 | 节目组导演 | 《明星真人秀》节目导演                            |
| 林健文 | 林健文     | Podcast最前线娱乐主持人                           |
| 梅瀞萱 | 徐舒仪     | Xu Shu Yi 大学生                                  |
| 刘雨妮 | Cherry B   | 网红                                              |
| 吴韦菱 | 助理       | Cherry B之网红助理                                |
| 蔡子洋 | Paul       | Paul哥 电视台节目组制作人                         |

### 友情客串
| 演员   | 角色   | 介绍                 |
| 小玉   | 真姐   | 林玉冰之电视台经纪人 |
| 陈志康 | 男客户 | 拿督 电视台客户      |
| 张顺源 | 熊董   | 导演 电视台导演      |
| 车志立 | 医生   | 医院                 |
| 张心怡 | 张心怡 | Hana心怡 电台DJ      |
| 陈嘉荣 | 陈嘉荣 | 电视台新闻主播       |
| 王雪晶 | 经理   | 豪华餐厅经理         |
| 蔡智贤 | 表弟   | 泰国人 Amanda之表弟  |

## 赞助
| 頻道     | 節目名稱    | 冠名贊助廠商       | 開始日期     | 結束日期      |
| 八度空间 | 明星真人秀2 | EnsureGold         | 2025年1月6日 | 2025年1月21日 |
| 八度空间 | 明星真人秀2 | Follow Me Malaysia | 2025年1月6日 | 2025年1月21日 |
| 八度空间 | 明星真人秀2 | NUTOX Malaysia     | 2025年1月6日 | 2025年1月21日 |

## 电视剧原声带
| 《明星真人秀2》电视剧原声带 | 《明星真人秀2》电视剧原声带 | 《明星真人秀2》电视剧原声带 | 《明星真人秀2》电视剧原声带 | 《明星真人秀2》电视剧原声带 | 《明星真人秀2》电视剧原声带 | 《明星真人秀2》电视剧原声带    | 《明星真人秀2》电视剧原声带 |
| 曲序                        | 曲目                        |                             | 作曲                        | 编曲                        | 製作人                      | 演唱                           | 时长                        |
| --------------------------- | --------------------------- | --------------------------- | --------------------------- | --------------------------- | --------------------------- | ------------------------------ | --------------------------- |
| 1.                          | 一家齐团圆 2.0 （主题曲）   | 吴其蓂、傅政豪              | 吴其蓂、傅政豪              | 陈欣桦 / Ida Liew           | 陈彦珲 @ OOTB Music         | 陈子颖、萧心韵、萧孝杰、邓绣金 | 2:13                        |

## 收视率
- 根据Nielsen Audience Measurement（英语：Nielsen ratings）调查结果，《明星真人秀》在第1集至第4集就破69点，约120万华裔观众同步观赏。
- 根据Nielsen Audience Measurement（英语：Nielsen ratings）调查结果，《明星真人秀》在第5集至第10集就破67点，约205万华裔观众同步观赏。

## 制作
- 此劇在2024年9月20日正式開鏡拍攝。于2024年10月18日已彩蛋拍攝与杀青完与結束。
- 此剧为555 Film制作的电视剧。

## 轶事
- 此剧在前作《明星真人秀》相关首部贺岁电视剧播出，于2024年12月18日晚上9点八度空间频道重播。[註 2]
- 此剧于2025年1月6日晚上9点在八度空间频道首播。
- 此剧演员陈子颖、萧心韵、萧孝杰、邓绣金、曾宏挥和韩伊婷的续集首部《明星真人秀2》作品。
- 此剧演员郭晓东和冯伟佺的首部《明星真人秀2》作品。
- 此剧在第一季饰演陈子颖“大妹”的莊群施去年（2023年）猝逝，陈立谦表示已跟家属商量不想以她作为新闻标题，因此没明确交待她在第二季的去向，希望观众在新年期间是以开心心情去看剧。
- 此剧《明星真人秀2》的新春主题曲《一家齐团圆》改版，现场直播节目《首要媒体2025年新春推介礼》正在首播MV被一段大改版主题曲《一家齐团圆2.0》演唱者是陈子颖、萧心韵、萧孝杰、邓绣金、曾宏挥和韩伊婷在2024年12月13日，晚上9点正在首播YouTube上线MV。
- 此剧演员庄群施于2023年曾在《明星真人秀》中饰演“大妹”，没想到剧集刚杀青5天，她就在拍摄另一部剧时突然骤逝，而续集《明星真人秀2》号召原班人马回归拍摄，唯独缺少已逝的她。[13][14][15]
- 此剧在续作《明星真人秀3》相关首部贺岁电视剧播出。[16]

## 电视节目的变迁
- 关于马来西亚华语电视剧列表、参见首要媒体劇集列表。

| 马来西亚 八度空间 原创最霸 星期一至四 21:00 - 22:00 | 马来西亚 八度空间 原创最霸 星期一至四 21:00 - 22:00 | 马来西亚 八度空间 原创最霸 星期一至四 21:00 - 22:00 |
| --------------------------------------------------- | --------------------------------------------------- | --------------------------------------------------- |
|                                                     | 明星真人秀2 （2025年1月6日－2025年1月21日） 13      |                                                     |
| 明星真人秀 （2024年12月18日－2025年1月2日） 重播    | 柳舟记 （2025年1月22日－2025年4月7日） 亚洲精选     |                                                     |

## 注明
- Youtube 《明星真人秀2》在线观看
- Tonton （页面存档备份，存于） 《明星真人秀2》更新在线重温节目